# Sabangan
Sabangan è una municipalità di quinta classe delle Filippine, situata nella provincia di Mountain, nella Regione Amministrativa Cordillera.
Sabangan è formata da 15 barangay:
- Bao-angan
- Bun-ayan
- Busa
- Camatagan
- Capinitan
- Data
- Gayang
- Lagan
- Losad
- Namatec
- Napua
- Pingad
- Poblacion
- Supang
- Tambingan